# Ludwig von Zehmen

Ludwig von Zehmen

Ludwig Eduard Victor Freiherr von Zehmen (* 2. Februar 1812 in Wermsdorf; † 24. Oktober 1892 in Stauchitz) war ein deutscher Rittergutsbesitzer und konservativer Politiker. Er war Mitglied und Präsident der I. Kammer des Sächsischen Landtags.

## Leben und Wirken

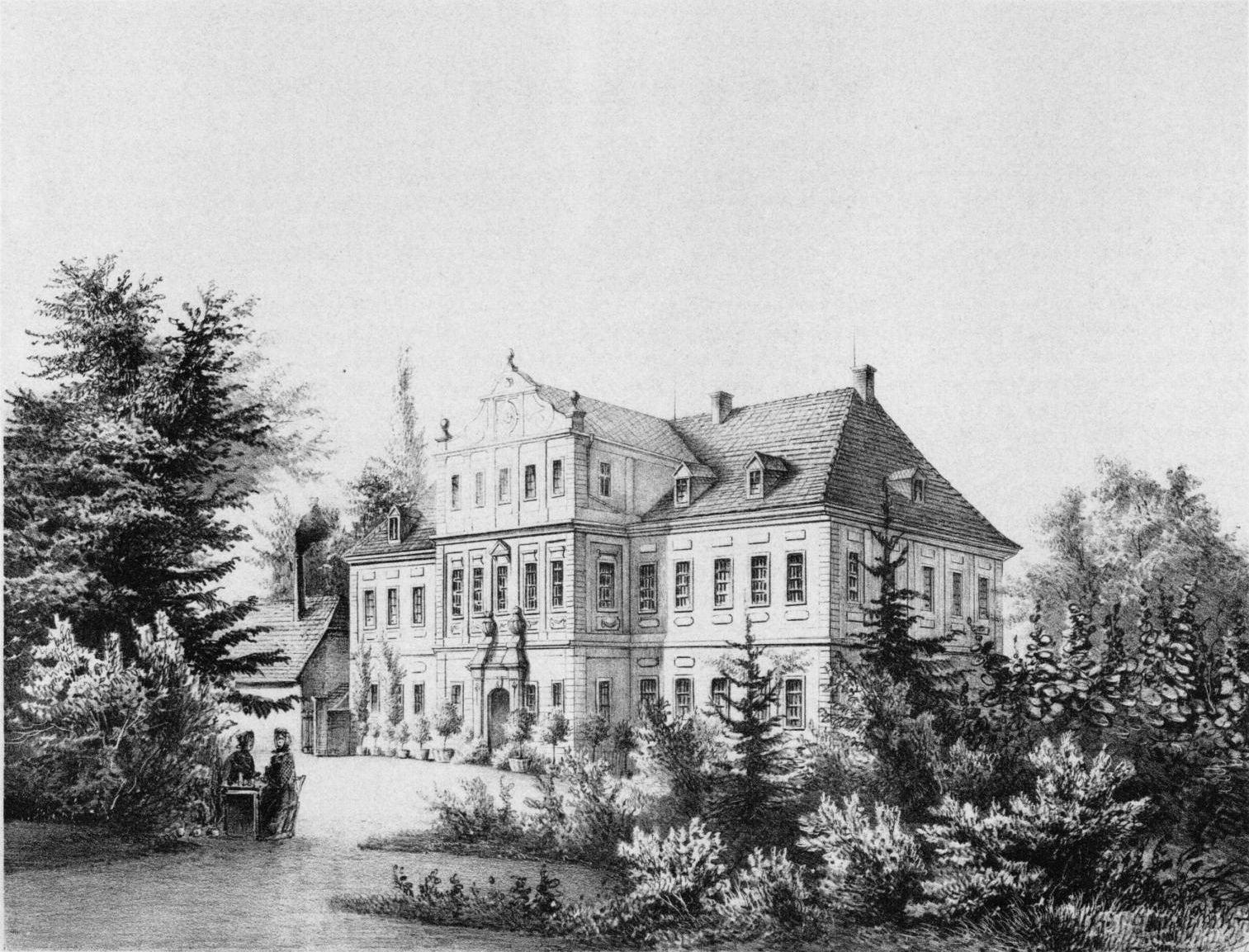
Rittergut Stauchitz um 1860

Ludwig von Zehmen stammt aus dem alten sächsischen Adelsgeschlecht Zehmen. Nach erfolgreichem Abschluss seines Studiums der Rechtswissenschaften an den Universitäten Leipzig und Heidelberg bereiste er im Rahmen seiner Grand Tour, zusammen mit seinem älteren Bruder Emil Ludwig, u. a. die Schweiz, Italien, Holland, Belgien und Frankreich. Am 11. Juni 1838 trat er eine Stelle als Assessor bei der Kreisdirektion Dresden an und heiratete im gleichen Jahr auf Zschepplin Victoire Gräfin Genovefa Louise von Mengersen. 1844 erbte er das fideikommissarisch gebundene Rittergut Stauchitz. Seinen Aufstieg im sächsischen Staatsdienst setzte er 1845 mit der Ernennung zum Regierungsrat fort.
Als stellvertretenden Abgeordneter der Rittergutsbesitzer des Meißner Kreises gehörte er 1845 bis 1847 der II. Kammer des Sächsischen Landtags an. Als gewählter Vertreter derselben Gruppe trat er im Mai 1848 ein Mandat in der I. Kammer an. Dort vertrat er die konservativen Interessen der vorherrschenden Mächte. Die Rolle der aufkommenden Parteien versuchte er einzudämmen, indem er in der Debatte über das politische Vereinswesen am 6. Oktober 1848 forderte, dass eine von den Parteien unabhängige Regierung diesen gegenüberstehen solle, die die „widerstrebenden Sonderinteressen [der Parteien] auch in das Ganze“ einzufügen vermag. Für sein Landtagsmandat wurde er von den Dienstverpflichtungen freigestellt. Den folgenden beiden Landtagen 1849 und 1849/50, deren Mitglieder nach dem liberalen Wahlrecht vom 15. November 1848 gewählt wurden, gehörte er nicht an.

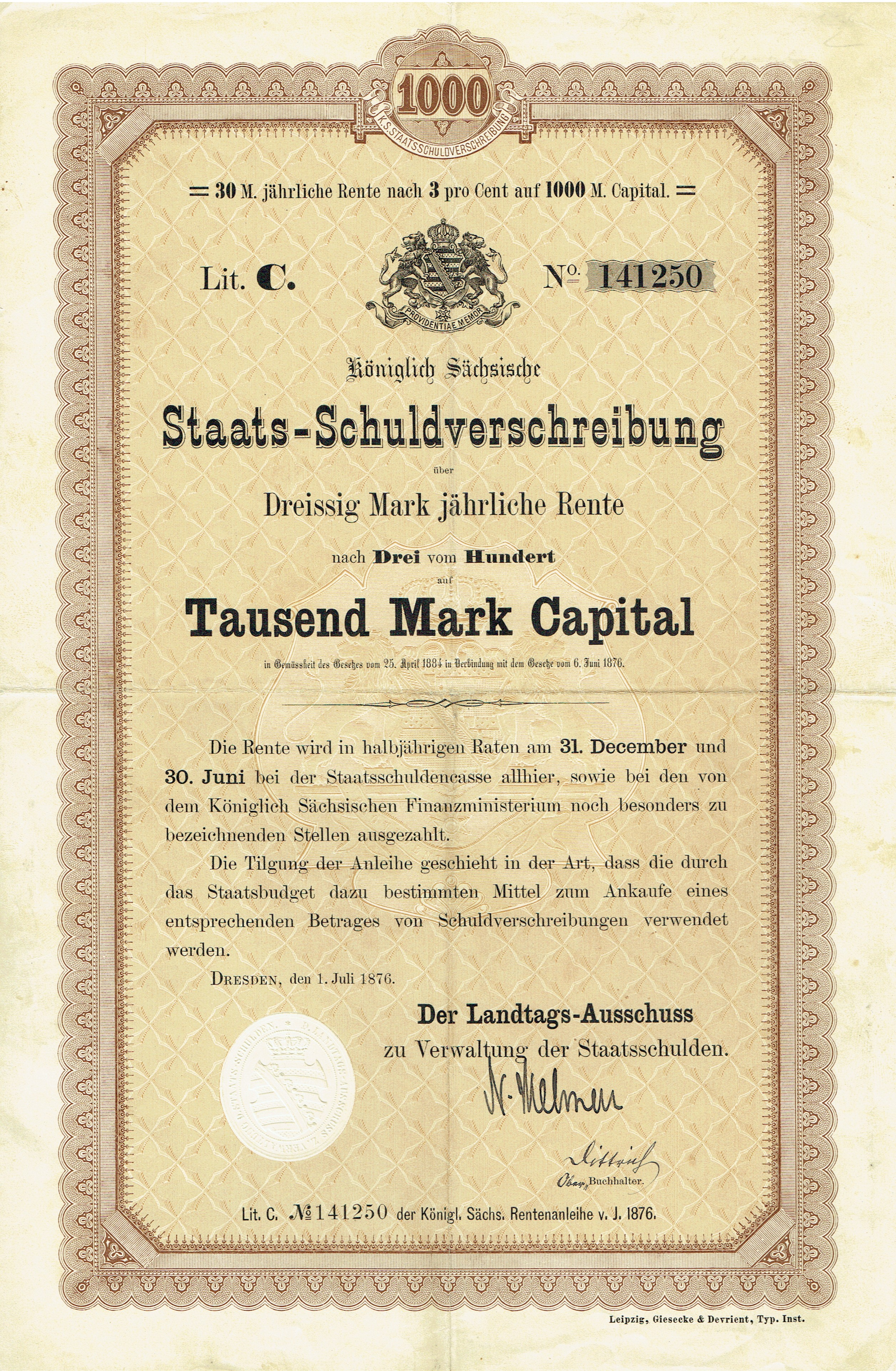
Königlich Sächsische Staatsschuldverschreibung vom 1. Juli 1876, signiert von Ludwig von Zehmen für den Landtagsausschuss zur Verwaltung der Staatsschulden.

Im Mai 1849 erwarb er die Rittergüter Graupzig und Gödelitz von seinem Vater. Damit avancierte er zu einem der einkommensstärksten Rittergutsbesitzer in Sachsen, so dass ihn König Friedrich August II. nach der Restituierung des vormärzlichen Landtags im Juli 1850 zum Mitglied der I. Kammer ernannte. Seine Verwaltungskarriere, die ihn zwischenzeitlich ins Kultus- und Innenministerium geführt hatte, gab er daraufhin auf. 1855 wurde ihm der Titel eines Kammerherrn verliehen. Im Landtag war er Vorstand der Verfassungs- und Gesetzgebungsdeputation und Referent für staatsrechtliche Fragen. Zudem war er Mitglied im Landtagsausschuss zur Verwaltung der Staatsschulden. 1862/1863 lehnte er einen Ruf als Staatsminister nach Meiningen ab.
Zehmen war Mitbegründer des 1862 entstandenen großdeutschen Reformvereins und fungierte in diesem als Ausschussmitglied. Dem Reichstag des Norddeutschen Bunds gehörte er als Abgeordneter des 7. sächsischen Wahlkreises von 1867 bis 1871 an. Er war Mitglied der Freikonservativen Fraktion und positionierte sich als Befürworter des Föderalismus. Ludwig von Zehmen war ein Verfechter eines unabhängigen sächsischen souveränen Staates innerhalb des Deutschen Bundes. Da Preußen die Deutsche Frage nicht mehr auf dem Verhandlungswege lösen wollte, sondern den Weg der militärischen Angriffspolitik (Blut und Eisen) und des Stärkeren wählte, musste man sich mit den neuen Gegebenheiten arrangieren. Über die Nikolsburger Friedenspräliminarien, den Abschluss der Militärkonvention durch Alfred Graf von Fabrice und die Unterzeichnung des Teplitzer Separatfriedens am 24. Oktober 1866 durch König Johann I. wurde die staatsrechtliche Stellung des Königreich Sachsens gesichert. Andere Staaten wie das Königreich Hannover, Kurfürstentum Hessen, Herzogtum Nassau, Freie Stadt Frankfurt und Schleswig-Holstein wurden Preußen einverleibt. Zehmen trat für die Annahme des Norddeutschen Verfassungsentwurfes ein, da Sachsen hier ein Teil eines Bundesstaates war mit bestimmten konstitutionellen Rechten. In Preußen gab es auch Kräfte die einen preußischen Einheitsstaat befürworteten. Dies wollte Zehmen verhindern: "War Sachsen einmal zu einer Preußischen Provinz herabgedrückt, so war seine Selbständigkeit unwiederbringlich verloren." Sachsen war im Übrigen immer noch von preußischen Truppen besetzt. Auf der anderen Seite setzte er sich für eine konstruktive Politik unter Anerkennung der Gegebenheiten ein. Eine verbitterte und erfolglose Opposition gegen die Preußische Regierung, wie sie von Teilen der Hannoveranischen Abgeordneten betrieben wurde, lehnte er ab. Durch sein erfolgreiches auftreten im Reichstag geriet er in die Kritik der Nationalliberalen (Quo usque tandem!). Seine Freunde nannten ihn anima candida (lat.). 1868 nahm er als Abgeordneter an den Beratungen des Deutschen Zollparlaments teil. Nach Ausarbeitung des Freikonservativen Programms 1867/68 verfestigten sich die Tendenzen in der Parteiführung, die sich für einen Einheitsstaat unter preußischer Führung aussprachen und eine enge Anlehnung an die Politik Bismarcks beinhalteten. Dies führte dazu, dass Zehmen und Einsiedel im April 1869 in die Konservative Fraktion wechselten.
Auf dem Landtag 1871/72 wurde er Nachfolger des verstorbenen, ebenfalls konservativen Kammerpräsidenten Friedrich von Friesen. Dem Oberhaus des Sächsischen Landtags stand er in der Folge bis zum 25. April 1890 vor. Ludwig von Zehmen nahm 1871 an den Verhandlungen der ersten evangelisch-lutherischen Landessynode im Königreich Sachsen teil, brachte verschiedene Anträge, z. B. zur Rolle des Kirchenvorstandes ein und präsidierte in den Folgejahren mehrfach als Landessynodalpräsident. Obwohl er selbst evangelischer Konfession war, rückte Zehmen 1872 als Domherr in das von adligen Personen dominierte Kapitel des Meißner Hochstifts ein. 1879 wurde ihm zudem der Titel eines Dompropstes in Bautzen verliehen. 1880 veröffentlichte er als Vorsitzender des Meißner Kreises die Geschichte der Entstehung der Meißnerischen Kreis-Casse. Aufgaben waren z. B. Befugnisse im Steuerwesen oder die Aufbringung von Kriegskontributionen. Später änderten sich die Aufgaben und man gab einen bestimmten Teil für milde Zwecke aus (Unterstützung von Gemeinden, Blinden-, Taubstummenunterstützung, Waisenerziehung, Kranken- und Siechen-Pflege, Unterstützung von Rettungshäusern und Anstalten zur Erziehung verwahrloster Kinder, Unterstützung von Invaliden, Witwen). 1886 erhielt er die Ernennung zum Wirklichen Geheimen Rat, mit welchem Titel die Anrede mit Exzellenz verbunden war. 1891 wurde er schließlich von König Albert von Sachsen in den Freiherrenstand erhoben.

## Familie
Sein Vater war Carl Heinrich Ferdinand von Zehmen (1772–1849), Rat beim Oberhofgericht in Leipzig. Seine Mutter war Caroline Friederike Sophie von Beeren (1782–1869). Er hatte mehrere Geschwister, unter anderem Emil Ludwig (1809–1840), Kammerjunker des Königs. Verheiratet war Ludwig Eduard Viktor von Zehmen mit Victoire Genovieve Louise Gräfin von Mengersen (1818–1887), vermählt am 30. September 1838. Insgesamt hatte er 4 Kinder, unter anderem Herbert Georg Victor (1839–1862), dieser trat in österreichische Dienste bei Graf Civilart Ulanen Nr. 1 in Italien, machte den Feldzug mit und starb zu Brünn 1862 an Typhus; Maria (1855–1915), verheiratet mit Siegmund Freiherr von Sebottendorf von der Rose, war seit 1891 Sternkreuz-Ordensdame; Elisabeth (1847, früh verstorben) und Hans Hermann Alfred (1855–1900), verheiratet mit Maria von Fröhlich-Feldau. Letzterer wurde 1875 zum Leutnant im 1. Ulanenregiment ernannt, ging 1881 als Attaché zur Gesandtschaft nach Rom und Den Haag, 1885 Gesandtschaftssekretär in Teheran, Einsatz in London, Abschied als Kaiserlicher Legationsrat.

## Schriften
- Einige Erläuterungen zu der Beratung des Verfassungsentwurfs für den Norddeutschen Bund im ersten Reichstage. Meinen Landsleuten und zunächst meinen Wählern im VII. Wahlbezirke gewidmet. Schönfeld’s Buchhandlung (C. A. Werner), Dresden 1867.
- Was ist unsere sächsische Grundsteuer? Mit Rücksicht auf die in Aussicht genommene Revision des Systems unserer direkten Besteuerung. Artikel in der Wissenschaftlichen Beilage der Leipziger Zeitung, Nr. 93, Donnerstag, den 19. November 1868.
- Bemerkungen zu dem Bundesgesetze über den Unterstützungswohnsitz mit spezieller Beziehung auf das gegenwärtige im Königreiche Sachsen geltende Heimathrecht. Dresden 1870.
- Die Entstehung der allgemeinen Meissnischen Kreis-Casse und die Verwendung ihrer Einkünfte, Druck Julius Reichel, Dresden 1880, 2. Auflage 1887.

Des Weiteren schrieb er das Libretto zur Oper „Der Wald bei Hermannstadt“ des befreundeten Komponisten Wilhelm Westmeyer, der mehrere Jahre als Gast auf dem Rittergut Stauchitz verbracht hatte.